# Erling Norvik
Erling Norvik (né le 9 avril 1928 à Vadsø et décédé le 31 décembre 1998 à Oslo) est un journaliste, un homme politique norvégien du Parti conservateur, député et président du parti.

## Biographie
Il commence sa carrière comme journaliste au Finnmarken.
Il est élu en 1961 au Storting, succédant ainsi à son père : Erling Johannes Norvik. Il est député de 1961 à 1973. Il doit se résigner à prendre les rênes du Parti conservateur de 1974 à 1980 puis de 1984 à 1986. En 1981, il refuse un poste de ministre, préférant travailler au sein du cabinet du Premier ministre Kåre Willoch.
En 1986, il est désigné Fylkesmann du Comté d'Østfold, poste qu'il occupe jusqu'en 1998.